# Liste der Bodendenkmale in Haren (Ems)
In der Liste der Bodendenkmale in Haren sind die Bodendenkmale der niedersächsischen Gemeinde Haren (Ems) aufgeführt. Die Quelle ist der Denkmalatlas Niedersachsen.
- Bitte beachten Sie, dass diese Liste keinen Anspruch auf Vollständigkeit erhebt.
- Die Angaben ersetzen nicht die rechtsverbindliche Auskunft der zuständigen Denkmalschutzbehörde.
- Es sind nur Daten aus dem Denkmalatlas verarbeitet.
- Der Stand der Liste ist der 28. März 2025.

Haren im Landkreis Emsland

## Allgemein
In den Spalten finden sich folgende Informationen des Bodendenkmales:
| Lage         | geographische Koordinaten                                                           |
| Bezeichnung  | Bezeichnung lt. Denkmalatlas                                                        |
| Beschreibung | Beschreibung lt. Denkmalatlas                                                       |
| ID           | Objekt-ID                                                                           |
| Bild         | Bild, ggf. zusätzlich mit Link zu weiteren Fotos im Medienarchiv Wikimedia Commons. |

## Emen
| Lage                        | Bezeichnung       | Beschreibung | ID       | Bild |
| --------------------------- | ----------------- | --- | -------- | ---- |
| 52° 48′ 30″ N, 7° 18′ 38″ O | Emen 1, Grabhügel | Durchmesser ca. 13,5 m und Höhe ca. 1 m. Rund, leichte Unebenheiten durch Tiergänge. | 28992255 | BW   |
| 52° 48′ 31″ N, 7° 18′ 37″ O | Emen 2, Grabhügel | Durchmesser ca. 14 m und Höhe ca. 1 m. Rund. Unebenheiten durch Tiergänge, sowie einen ca. 60 × 80 cm und 50 cm tiefen Einschnitt im Gipfelbereich. Flache Sandanschüttung am südlichen Fußende. | 28992256 | BW   |

## Emmeln
| Lage                        | Bezeichnung             | Beschreibung | ID       | Bild |
| --------------------------- | ----------------------- | --- | -------- | ---- |
| 52° 46′ 51″ N, 7° 17′ 12″ O | Emmeln 1, Großsteingrab | | 28963037 | BW   |
| 52° 47′ 23″ N, 7° 17′ 56″ O | Emmeln 3, Grabhügel     | Durchmesser ca. 20 m und Höhe ca. 1,5 m. Fast rund. Im östlichen Bereich zwei kuhlenförmige Eingrabungen. Südlicher Hügelfuß durch Sandentnahme bzw. Auskofferung angeschnitten. Tiergänge. | 28963040 | BW   |
| 52° 47′ 25″ N, 7° 17′ 58″ O | Emmeln 4, Grabhügel     | Durchmesser ca. 20 m und Höhe ca. 1,7 m. Fast rund. Im Zentrum Ausschachtung, Dm. 3,5 m; T. 0,8 m. Im Hügelfuß Tiergänge.                                                                   | 28963036 | BW   |

## Tinnen
| Lage                        | Bezeichnung          | Beschreibung | ID       | Bild |
| --------------------------- | -------------------- | --- | -------- | ---- |
| 52° 47′ 38″ N, 7° 19′ 13″ O | Tinnen 1, Grabhügel  | Durchmesser ca. 10 m und Höhe ca. 0,65 m. Gut erhalten, kleine Gipfelmulde. Rand von Ackerflächen angeschnitten.                                                                                          | 28963038 | BW   |
| 52° 47′ 38″ N, 7° 19′ 13″ O | Tinnen 2, Grabhügel  | Durchmesser ca. 10 m und Höhe ca. 0,9 m. Gut erhalten. Rand von Ackerflächen angeschnitten. | 28963043 | BW   |
| 52° 47′ 38″ N, 7° 19′ 14″ O | Tinnen 3, Grabhügel  | Durchmesser ca. 12 m und Höhe ca. 1,2 m. Gut erhalten. Rand von Ackerflächen angeschnitten, besonders stark im südlichen Teil. Hier rutscht der Hügel schon etwas ab und zeigt im Profil eine Bruchkante. | 28963044 | BW   |
| 52° 49′ 40″ N, 7° 22′ 52″ O | Tinnen 15, Grabhügel | Durchmesser ca. 18 m und Höhe ca. 0,9 m. Ebenmäßig geformt, rund. Rand allmählich auslaufend. Alte Einsenkungen.                                                                                          | 28963029 | BW   |
| 52° 49′ 40″ N, 7° 22′ 57″ O | Tinnen 16, Grabhügel | Durchmesser ca. 14 m und Höhe ca. 1 m. Ebenmäßig geformt, flach. Rand allmählich auslaufend. Alte Einsenkungen.                                                                                           | 28963048 | BW   |
| 52° 49′ 46″ N, 7° 22′ 55″ O | Tinnen 17, Umwallung | Regelmäßig geformte, rechteckige Bodenvertiefung mit Wallaufwurf. Innenmaße: ca. 9 × 25 m, ca. 1 m eingetieft. Gut und deutlich erhalten.                                                                 | 28963049 | BW   |
| 52° 49′ 47″ N, 7° 22′ 50″ O | Tinnen 18, Umwallung | Im Winkel angelegte Bodenvertiefung, mit flachem Zugang von einer Seite. Innenmaße: ca. 5 × 14 m, mit flachem abgesetzten Wallaufwurf, etwa 1 m tief. Gut erhalten.                                       | 28963050 | BW   |
| 52° 47′ 0″ N, 7° 21′ 23″ O  | Tinnen 21, Grabhügel | Durchmesser ca. 12 – 14 m und Höhe ca. 0,6 m. Ebenmäßig flach gewölbt, Rand schwach abgesetzt. Etliche Einsenkungen.                                                                                      | 28963146 | BW   |
| 52° 47′ 34″ N, 7° 21′ 55″ O | Tinnen 25, Grabhügel | Durchmesser ca. 11 m und Höhe ca. 1 m. Ebenmäßig gewölbt, schwach abgesetzter Rand. Auf der Südost-Seite einzelne Granateinschläge.                                                                       | 28963047 | BW   |

## Wesuwe
| Lage                        | Bezeichnung       | Beschreibung | ID       | Bild |
| --------------------------- | ----------------- | --- | -------- | ---- |
| 52° 45′ 9″ N, 7° 12′ 58″ O  | Wesuwe 8, Terborg | Rundovale Anlage. Gelände leicht (0,5 m) erhöht; Ausmaße ca. 35 m Dm. Innere Gräfte zur Hälfte erhalten (trocken), sonst an flacher Mulde im Gelände zu verfolgen. Die äußere Gräfte ist tiefgepflügt. Bis 1930 muss an der Stelle ein Bauernhof gestanden haben mit 2 Nebengebäuden. In Richtung der Kirche verläuft eine Tange (Düne). Heute sind die Burgfläche und der innere Graben noch im Gelände erkennbar. Die Burg im Wesuwer Brook war zuerst im Besitz der seit 1328 bezeugten Herren von dem Walle. Hermann von dem Walle wird 1383 von den Edelherren von Steinfurt mit der Wohnung im Wesuwer Bruch belehnt. 1397 bat Hermann den Edelherrn aber, mit ihr den Johann Mundele zu belehnen, mit dem er sie gegen andere Güter eingetauscht habe. 1422 wurde die Wohnung aber schon an Wilbrand von Schade weitergegeben. 1489 wird sie als Kemnade oder Wohnung im Wesuwer Bruch bezeichnet. 1548 wurde sie allodifiziert. 1626 wurde Wesuwe, das dabei als Burg bezeichnet wird, an den Rentmeister des Emslandes, Johann Heinrich Martels, verkauft. 1754 wurde sie an den bisherigen Pächter Terborg verkauft. | 28963161 | BW   |
| 52° 46′ 38″ N, 7° 15′ 10″ O | Wesuwe 14, Motte  | Flach gewölbter Burghügel. An der Südostseite, wassergefüllte Grabenzone. Hügelhöhe ca. 2 m. Im Kern aus Sand aufgebaut, darauf eine stark durchsetzte humose Aufschüttungsschicht. Rechteckige Form. Länge ca. 70 m; Breite ca. 40 m. An den Burghügelfußbereichen sowie auf der Kuppe alte Einkuhlungen. Im Südbereich stark abgetragene Zone. Es ist unklar, ob ein Zusammenhang zwischen den beiden Burgstellen im Wesuwer Brook besteht. Möglicherweise hat eine Verlagerung der Burgstelle stattgefunden, wobei diese Anlage dann die zweite Phase darstellen dürfte. Möglicherweise ist hier eine Motte zur Wasserburg ausgebaut worden. Die Burggebäude sind zu einem unbekannten Zeitpunkt abgegangen. | 28963162 | BW   |